# Gorges du Nan
Les gorges du Nan sont un canyon au fond duquel coule le Nan. Elles relient Malleval-en-Vercors à Cognin-les-Gorges dans le massif du Vercors.

## Géographie

### Localisation
Les gorges du Nan sont partagées entre les territoires des communes de Cognin-les-Gorges (en aval) et de Malleval-en-Vercors (en amont). Celles-ci se situent à 20 km à l'ouest et à vol d'oiseau de Grenoble et 40 km par la route départementale 1532, à 60 kilomètres au nord-est de Valence.
Les gorges ont été creusées par le Nan (également orthographié « Nant »), un affluent de la rive gauche de l'Isère d'une longueur de 6 km.

### Faune
On peut observer des Faucons pèlerins (Falco peregrinus) dans le secteur des gorges.

### Flore
Le site abrite également deux espèces de plantes protégées : 
- le genévrier thurifère (arbuste également dénommé genévrier à encens) ;
- la doradille élégante (fougère qui se développe dans les fissures des falaises).

## Histoire

### La route des gorges

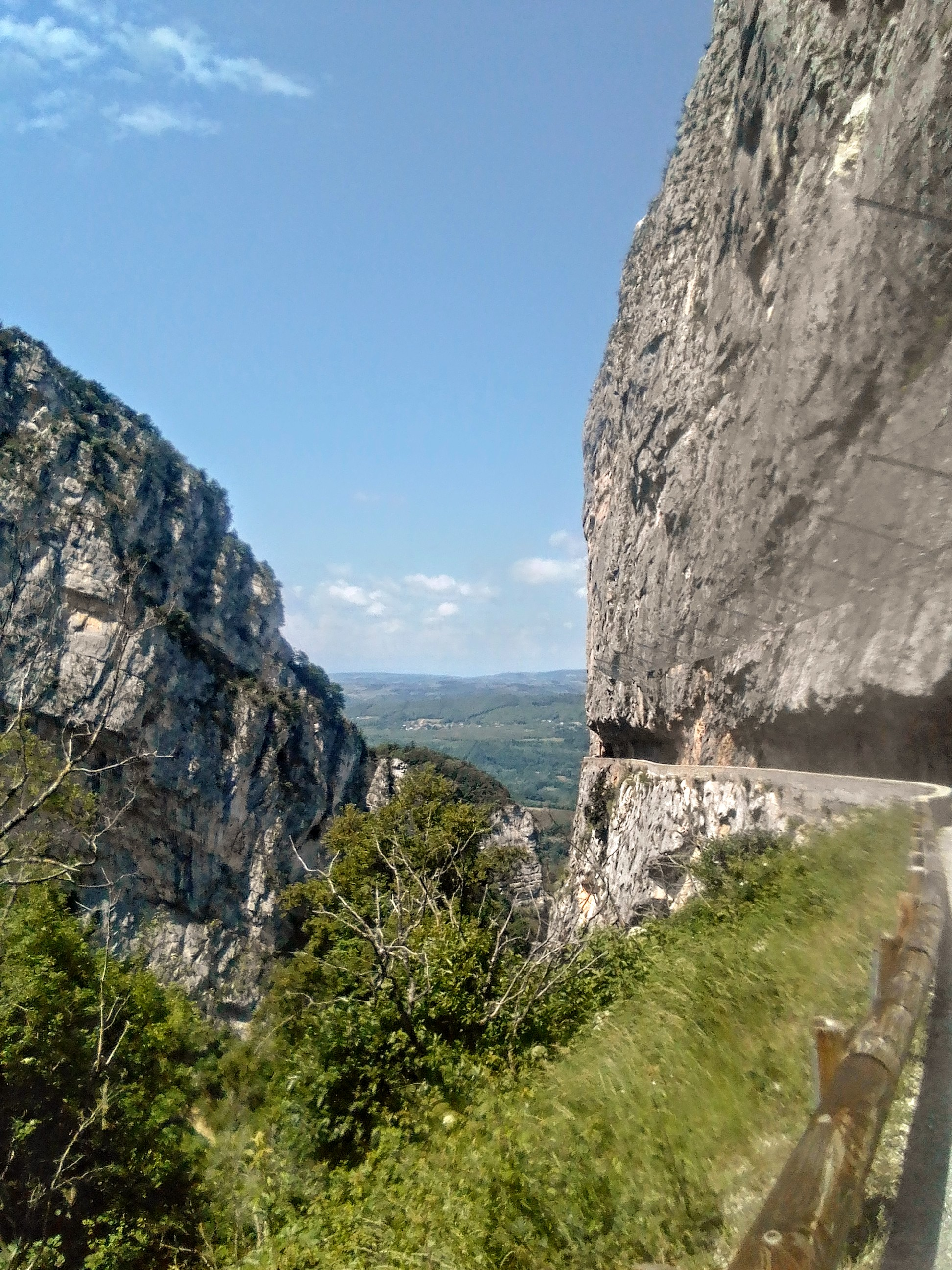
Route des gorges du Nan.

La route des gorges a été créée en 1894, succédant ainsi à un simple sentier muletier reliant les bourgs de Cognin et de Malleval. Une partie de l'ancien sentier est encore visible le long du torrent.

## Activités

### Protection environnementale
Le site des gorges du Nan abrite un espace naturel sensible labellisé par le département de l’Isère en juillet 2015.

### Activités touristiques et sportives
Il existe plusieurs randonnées qui ont toutes pour point de départ Cognin-les-Gorges et qui empruntent le sentier qui remonte les gorges le long du Nan. Le secteur des Coulmes est un refuge privilégié pour les randonneurs lors des fortes chaleurs estivales ; ses forêts profondes comme ses nombreux points d’eau permettent en effet de se préserver des rayons du soleil.

## Pour approfondir